# Aeródromo Alto Palena
El Aeródromo Alto Palena (OACI: SCAP) es un terminal aéreo ubicado 1 kilómetro al norte de Palena, Provincia de Palena, Región de Los Lagos, Chile. Este aeródromo es de carácter público.